# 小西惟冲
小西 惟冲（こにし いちゅう、明和6年10月7日（1769年11月4日） - 嘉永7年2月16日（1854年3月14日））は江戸時代後期の儒者。名は善継または修。字は伯述。澹斎とも号する。

## 生涯
播磨国龍野藩（現在の兵庫県）に仕える。大坂の懐徳堂で中井竹山などに学ぶ。江戸に帰り文化2年（1805年）、龍野藩の藩校・敬楽館の設立に関わり教授となり、藩の読書指南役や朝鮮通信使来聘御用掛をつとめる。文政年間（1818年）以降、中井竹山の構想を活かした社倉制度を龍野で実現させる。
著作に『大日本編年史』などがある。